# Paul Delmet
Paul Julien Delmet, né le 17 juin 1862 à Paris 9e et mort à son domicile de la rue Lallier à Paris 18e le 24 octobre 1904, est un compositeur et chanteur français. Il est l'auteur de romances à succès.

## Biographie
Paul Delmet naît le 17 juin 1862 chez sa mère au 97 rue du Faubourg-Poissonnière ; il est enregistré à l'état civil sous le nom de Duval Paul Julien, fils de Rose Adélaïde Duval, blanchisseuse, et de père non dénommé, et portera le nom Delmet après le mariage de sa mère en 1868 avec Hippolyte Delmet. Enfant, il se fait remarquer par une voix pure de soprano léger à la maîtrise de l’école des Frères de Saint-Vincent-de-Paul. Il entre ensuite dans les chœurs des Concerts Colonne. À 12 ans, il apprend le métier de graveur de musique sur cuivre, qu’il exerce pendant une dizaine d’années. C’est là qu’un de ses collègues l’initie aux lois de l’harmonie. Il grave notamment les œuvres de Massenet, Audran, Messager. Parallèlement, il chante dans des concerts d’amateurs.
Paul Delmet se produit bientôt à Montmartre, d’abord au cabaret de La Pie borgne, puis au célèbre Chat noir, en 1886. Ce jeune homme mince, blond, portant lorgnon pour dissimuler un œil de verre, obtient rapidement du succès, en interprétant des romances sentimentales. D’abord uniquement interprète, dans le genre « diseur », il commence à composer des mélodies sur des textes fournis par des chansonniers fréquentant Le Chat noir, la règle de l’établissement étant que l’on dise ou que l’on chante ses propres œuvres (comme parolier ou compositeur). Sa première romance, Joli Mai, date de 1887. Elle est suivie par de nombreuses autres, qui dénotent un grand sens mélodique. Ses premiers grands succès sont écrits sur des poèmes de Maurice Vaucaire, notamment Les Petits Pavés et Petit Chagrin (1891).
Vers 1889, Paul Delmet rencontre son plus fidèle collaborateur pour les paroles, Maurice Boukay, dont il met en musique des dizaines de poèmes. De son vrai nom Maurice Couyba (1866-1931), ce professeur au lycée Arago le jour est chansonnier au Chat Noir le soir, avant de se faire élire député radical de la Haute-Saône en 1896, et de devenir ministre du Commerce en 1911. Paul Delmet écrit également la musique de chansons de Théodore Botrel, alors inconnu, et qu’il contribue à sortir de l’ombre.
À partir de 1893, les chansons de Paul Delmet, qu’il interprète encore à l’occasion dans les cabarets montmartrois, sont mises à leur répertoire par des grands artistes de café-concert (dont Anna Thibaud) dans les établissements les plus prestigieux comme La Scala, l’Eden Concert ou aux Ambassadeurs[réf. nécessaire]. En 1895, Auguste Roedel, habitué de Montmartre, compose une affiche pour ses chansons nouvelles. Les romances de Delmet rencontrent également un grand succès « dans les salons »[réf. nécessaire], à savoir les soirées privées organisées par des personnalités de l'époque (Fanfreluches, 1896 ; Envoi de fleurs, 1898 ; Fermons nos rideaux, 1899 ; L’Étoile d’Amour, 1899 ; La Petite Église, 1902, la dernière œuvre connue de Paul Delmet).
En 1896, il est, avec Georges Courteline, Millanvoye et Albert Michaut un des quatre fondateurs de la goguette du Cornet.
Usé par une vie de noctambule et par l’alcool – c’est un grand amateur d’absinthe[réf. nécessaire] – Paul Delmet meurt à Paris le 24 octobre 1904, à 42 ans, en son domicile du 6, rue Lallier.
Delmet est inhumé au cimetière parisien de Saint-Ouen le 26 octobre 1904.

## Édition graphique
À la fin du XIXe et au tout début du XXe siècle, le principal média de diffusion des chansons est l'imprimé ; l'édition phonographique, n'en étant qu'à ses débuts, offre des produits chers et fragiles, réservée à une petite clientèle. Les enregistrements d'époque ne donnent qu'une indication imprécise et limitée du succès populaire des chansons, paroliers, compositeurs et interprètes ; c'est par conséquent un anachronisme, fort répandu sur les sites internet contemporains traitant de la chanson, de fonder des biographies et de mesurer le succès à partir des enregistrements.  L'édition musicale dite graphique (les chansons imprimées) est donc la principale source de diffusion – et donc d'informations contemporaines – sur l'œuvre de Paul Delmet. Les enregistrements, d'époque et successifs – dont les reprises – et les rééditions contemporaines sur supports numériques, attestent de la longévité et de la postérité d'une œuvre.
L'œuvre de Paul Delmet a été très diffusée. Les petits formats et les grands formats des chansons de Paul Delmet sont ornés d'illustrations signées par de grands illustrateurs de l'époque, dont Adolphe Willette, Steinlen, Lucien Métivet, Madola (Jacques Wély et Vernier), Paul Balluriau…  Les partitions piano (grand format), « richement illustrées » selon la formulation en usage à l'époque sur les catalogues des éditeurs, attestent du succès des chansons de Delmet chez les jeunes filles de la bourgeoisie. Le succès populaire est attesté par la présence des chansons dans de nombreux cahiers de chansons, la publication de recueils (petits formats), d'éditions diffusées dans la rue et de buches (contrefaçon imprimées sans autorisation des éditeurs). Les éditions Enoch & Cie sont l'éditeur principal des chansons de Delmet.
Le succès auprès du public savant est attesté par la publication de luxueux recueils reliés illustrés, vendus à un prix nettement plus élevé que les éditions populaires.

## Enregistrements
Dès 1898, les chansons de Paul Delmet sont enregistrées sur cylindres, puis sur disques, par de nombreux interprètes ; dans l'état actuel des connaissances sur les enregistrements, il semblerait que le compositeur n’ait enregistré aucune de ses œuvres. Les romances de Paul Delmet continuent d'être enregistrés pendant les "Années folles" de la décennie 1920. Le succès perdure avec par exemple les enregistrements par Jean Lumière, dont La Petite Église (1934). Plus près de nous, Tino Rossi, Mouloudji, Claude Nougaro (Les Petits Pavés), Marie-Paule Belle, Richard Anthony, André Claveau, Mario Hacquard, André Dassary, Armand Mestral, Jacques Martin, Lys Gauty, Francis Lemarque, Serge Gainsbourg, Jack Lantier, Hervé David et le dernier en date Enguerrand Dubroca ont enregistré ou interprété dans leurs tours de chant des chansons de Paul Delmet.
Le ténor, producteur et éditeur Enguerrand Dubroca a exhumé l'intégrale des 239 chansons de Paul Delmet sous le label Salis & Cats, entre 2021 et 2022. Ce travail unique dans l'histoire de la chanson française a permis de découvrir en création mondiale près de 200 titres oubliés, dévoilant une oeuvre riche aux couleurs insoupçonnées. Ces enregistrements démontrent que Paul Delmet a non seulement saisi l'âme sentimentale de son temps, mais a également renoué avec la tradition ancestrale française de la chanson poétique, un art populaire et noble. Enguerrand Dubroca a été invité à présenter ce travail sur France Musique, accompagné par la pianiste Yuko Osawa, au cours d'un récital diffusé le 25 décembre 2021. Un disque paru en 2022 synthétise ce travail d'exhumation et permet de découvrir l'oeuvre de Paul Delmet dans toute sa diversité en 25 chansons.

## Postérité et hommages

### Internet
De nombreuses paroles de chansons attribuées à Paul Delmet, toutes plus ou moins approximatives, sont en ligne sur des sites internet, y compris des chansons dont Delmet n'est pas le compositeur ; très souvent, Delmet est donné comme seul auteur, et parfois comme parolier de ces chansons.
Par exemple Quand les lilas refleuriront est une chanson de Désiré Dihau, que Delmet interprétait mais qui lui est faussement attribuée.

### Théâtre
- La Cinquantaine : scène populaire en 1 acte de Georges Courteline ; musique de Paul Delmet ; avec Marguerite Moreno (Élodie) et Joseph Lerner dans celui de Benjamin, Théâtre Antoine (René Rocher), 1930-12-04
- Tout autour du chat noir, mise en scène de Jacques Destoop, Comédie de Touraine ; décors et costumes de Jacques Noël, Tours : Studio-Théâtre Jean Vilar, 1984-05-03

### Cinéma
- Envoi de fleurs (La vie  de Paul Delmet), film  (1 h 34 min) ; réalisateur Jean Stelli,  dialogues et scénario Charles Exbrayat ; Tino Rossi (Paul Delmet), Jean Brochard, Micheline Francey ; sortie en salle à Paris le 26/05/1950 - Interprétation des principales chansons de Delmet, à l'exception notable de la chanson Les Petits Pavés[15] ; réédition VHS 1995 (René Chateau, Mémoire du cinéma français, EAN 3330240032088)

### Rues et bâtiments publics
- Rue du 15e arrondissement de  Paris
- Allée, Croix (Nord)

## Œuvre
Note : Entre parenthèses figure le nom de l'auteur du poème ou des paroles. Les mentions de datation, incipit, éditions et cotages sont issues des informations publiées sur les petits formats de l'époque, la BnF ; classement des titres par ordre alphabétique (en cours de compléments).
- Ami Printemps (Raphaël May)
- Amour Infidèle (Raphaël May)
- L'Ancienne (Georges Docquois)
- Au Jardin de l'amour (Émile de Valmonca)
- Beau Page (Pierre Normat)
- Berceuse d'Amour (Maurice Boukay)
- Chanson frêle (Maurice Boukay)
- Chanson libertine (J. Richard)
- Chanson pour ma mère (Valdorin de Volgré)
- Le Chanteur des bois (Léon Durocher)
- Charme d'Amour (Maurice Boukay)
- Les Choux (Victor Meusy)
- La Cinquantaine (Georges Courteline)
- Le Cœur du poète (Charles Fallot)
- Confession (André Chadourne)
- Les Deux tulipes (Maurice Boukay)
- Elle ! (Jacques Madeleine)
- Envoi de fleurs (Henri Bernard)
- L'Étoile d'amour (Charles Fallot)
- L'Étoile du Berger (Léon Durocher)
- Fanfreluches (Louis Forest)
- Fermons nos rideaux (Maurice Boukay)
- Idylle lointaine (Léon Durocher)
- Lettre à Ninon (Henri Maigrot dit Henriot)
- Liberté (Stéphan Bordèse)
- Les Mamans (Théodore Botrel)
- Ma douce Annette (Théodore Botrel)
- Mélancolie[16] (paroles de Armand Silvestre, éd. Enoch & Cie, cotage E&Cie3888)
- Mon cœur a rêvé (Ernest Chebreux)
- Le Passé qui file (Grégoire Le Roy)
- Petit Chagrin (Maurice Vaucaire, éd. Heugel, 1891)

Incipit : « Les mots les plus tendres, jamais »
- Petite Brunette aux yeux doux (Jacques Madeleine)
- La petite église[17] (paroles de Charles Fallot, éd. Enoch & Cie, cotage E&C.5163)
- Le Petit navire (Henri Bernard)
- Les Petits Pavés (paroles de Maurice Vaucaire, musique de Paul Delmet et Maurice Vaucaire, éd. Grus, 1891)

Incipit : « Las de t'attendre dans la rue »
- Pour la Lune (Jacques Lemaire)
- Quand nous serons vieux (Théodore Botrel)
- Ressemblance (Raoul Gineste)
- Romance fanée (Léon Durocher)
- Rose d'Amour (Léon Durocher)
- Séparons-nous (Léon Durocher)
- Stances à Manon (Maurice Boukay)
- Suzette (Mariani)
- Ton nez (Maurice Boukay)
- Tout simplement (Maurice Boukay)
- Les trois Ages de l'Amour (E.F.Lafargue)
- Tu me disais (Maurice Boukay)
- Valet de Cœur (Léon Durocher)
- Le Vieux Mendiant (Henri Bernard)
- Vous avez ri ! (Germain Lux)
- Vous êtes si jolie (paroles de Léon Suès)[18]

### Publiées en ouvrages, recueils ou numéros spéciaux de revues
- L'Album Musical, n°22 (numéro spécial Delmet), avril 1905 (partitions pour piano et chant)
- Chansons de Paul Delmet illustrées par Adolphe Willette, éd. Henri Tellier, non daté, 94 p.
- Chansons Galantes Recueil illustré par J Léonce Burret, préface de Maurice Lefevre, dédié à Armand Sylvestre, 152 pages (Éditions Enoch & Compagnie - Ernest Flammarion), imprimé par Eugène Verneau .
- « Paul Delmet : illustrations de H. Mirande, préface par Jean-Pascal », Les chansonniers de Montmartre (Édition universelle), n°2, 25 mars 1906, [28 p.]

## Discographie
- Paul Delmet. Ses chansons, ses interprètes (livret de 32 pages par Jean Buzelin, accompagnant le coffret de 2 CD du même titre, édité par EPM Musique, 2000).
- Paul Delmet, à Montmartre Mario Hacquard, baryton - Georges Dumé, piano (CD édité par Polymnie).
- Paul Delmet Complete Songs, L'Âme amoureuse de la Belle Époque. Intégrale digitale des oeuvres de Paul Delmet en 34 albums et 239 chansons par Enguerrand Dubroca (ténor) et Yuko Osawa (piano), édité par le label indépendant Salis & Cats[19].
- Paul Delmet. Les plus belles chansons de l'intégrale. Album-synthèse du meilleur de l'oeuvre de Paul Delmet en 25 chansons par Enguerrand Dubroca (ténor) et Yuko Osawa (piano), édité par le label indépendant Salis & Cats[14].

### Sources historiques
- Léon de Bercy, Montmartre et ses chansons : Poètes et Chansonniers, orné de 5 portraits-charges de Charles Léandre, éd. H. Daragon, Paris, 1902 (disponible sur Gallica)
- Paul Delmet, Les chansons de Montmartre, illustrations d' Henri Mirande (disponible sur Gallica)

### Contemporains
- Roman d'Amat (dir.), Dictionnaire de Biographie française, Paris, Letouzey et Ané, 1962.
- Chantal Brunschwig, Louis-Jean Calvet, Jean-Claude Klein, Cent ans de chanson française, Paris, Éditions du Seuil, 1981.
- Brigitte Level, À travers deux siècles, le Caveau, société bachique et chantante, 1726-1939, Presses de l'Université de Paris-Sorbonne, Paris 1988
- Jean-Claude Klein, Florilège de la chanson française, Bordas, 1889
- Martin Pénet et Claire Gausse (coll.), La Mémoire de la chanson française : 1100 chansons du Moyen Âge à 1919, réunis par, Omnibus, 1998
- Jean Buzelin, Paul Delmet. Ses chansons, ses interprètes, Livret, CD EPM Musique, 2000
- Jean-Marc Warszawski Biographie de Delmet - musicologie.org 2012